# Rhapidinae
Rhapidinae es una subtribu de plantas de flores perteneciente a la familia Arecaceae. Tiene los siguientes  géneros.

## Géneros
Según GRIN
- Chamaeriphe Steck = Chamaerops L.
- Chamaeriphes Ponted. ex Gaertn. = Chamaerops L.
- Chamaerops L.
- Guihaia J. Dransf. et al.
- Liberbaileya Furtado = Maxburretia Furtado
- Maxburretia Furtado
- Rhapidophyllum H. Wendl. & Drude
- Rhapis L. f. ex Aiton
- Symphyogyne Burret = Maxburretia Furtado
- Trachycarpus H. Wendl.